# Вани
Вани (груз. ვანი) — город в регионе Имеретия в западной части Грузии, статус города с 1981 года. Находится в 19 км от железнодорожного узла Самтредиа. Население — 3744 человек (2014).

## История
16 октября 1961 года село Вани получило статус посёлка городского типа.

## Промышленность
В городе развита пищевая промышленность. Имеется швейная фабрика.

## Культура
В городе находятся театр и краеведческий музей. В окрестностях поселения были найдены остатки античного города (в первом тысячелетии до н. э.) — оборонительное сооружение, культурные комплексы, богатые погребения и др.

## Курорт
В Вани расположен один из самых знаменитых курортов Грузии. Он известен не только своим горным воздухом, но и целебными серными водами.